# Csángó Néprajzi Múzeum
A Csángó Néprajzi Múzeum Pozsony Ferenc, egyetemi tanár magángyűjteményéből született meg. Pozsony Ferenc egy XX. század elején épített zabolai faházban 1974-ben tájházat alapított.

## Története
A tájház telkén, egy csűrszerű épületben 2003. szeptember 14-én nyitották meg az első állandó kiállítást Moldvai csángó magyarok hagyományos népművészete címen. Az intézmény kezdeményezői 2004-ben alapították a Pro Museum Egyesületet, ez a tájház és a csángó gyűjtemény tulajdonosa, működtetője. A zabolai Csángó Néprajzi Múzeum 2005-ben betagolódott a sepsiszentgyörgyi Székely Nemzeti Múzeum szerkezetébe, mely biztosítja e külső részleg szakmai és intézményes felügyeletét.
Az intézmény elsősorban a Moldvában élő csángó magyarok tárgyi és szellemi kultúráját gyűjti, rendszerezi és jeleníti meg. A Csángó Néprajzi Múzeum földszintjén hagyományos gorzafalvi, lészpedi és pusztinai lakásbelsőket, egy gorzafalvi fazekas műhely eredeti felszerelését, munkaeszközeit és termékeit lehet megtekinteni. Az állandó alapkiállítás keretében pedig a moldvai csángó magyarok születéstől halálig terjedő, szakrális és profán tárgyakkal szemléltetett életútja követhető nyomon.
A székely házban a látogatók megismerkedhetnek Zabola hely- és kultúrtörténeti emlékeivel, Basa- és Mikes családhoz fűződő képekkel, tárgyakkal és dokumentumokkal. Ugyanitt megtekinthetők XVI–XIX. századi kandallócsempék, a közelmúlt helyi viseletei, a népi kézművesség szerszámai és termékei, az első és a második világháború emléktárgyai valamint egy gazdacsalád tisztaszobájába, mely az 1930-as évek helyi lakáskultúráját tükrözi.
Az érdeklődők szakmai tájékozódását honismereti, néprajzi könyvtár és archívum segíti.